# Again (chanson d'Alice in Chains)
Pour les articles homonymes, voir Again.
Singles de Alice in Chains
Heaven Beside You
(1996) Over Now
(1996)
Again est un single du groupe de rock américain Alice in Chains, sorti en 1996 chez Columbia. C'est le quatrième et dernier single du troisième album Alice in Chains. D'une durée de 4 min 5 s, elle est l'une des plus courtes chansons de l'album. Elle a été écrite par Layne Staley et la musique a été composée par le guitariste Jerry Cantrell. Plus tard, la chanson apparait sur les compilations – Nothing Safe: Best of the Box (1999), Music Bank (1999), Greatest Hits (2001) et The Essential Alice in Chains (2006).
En 1996, le clip a été nommé aux MTV Video Music Award dans la catégorie meilleure vidéo hard rock. Un an plus tard, la chanson a été nommée aux Grammy Awards dans la catégorie meilleure performance hard rock.

## Musique et paroles
L'auteur de la chanson est Layne Staley, les paroles parlent de la possibilité du pardon pour les erreurs qu'il a commises auparavant. En plus du texte, il fait référence à la trahison d'un être cher.
La musique a été composée par le guitariste Jerry Cantrell, la chanson est bâtie d'autour d'une structure simple de trois riffs lourds en palm mute : un riff principal, un refrain et une interlude et un solo simple.

## Réception
Le single est sorti en 1996 et entre dans la huitième position dans le Mainstream Rock Tracks et arrive trente-huitième sur le Modern Rock Tracks.

## Clip
Le clip a été tourné en 1996 par George Vale et Layne Staley. Le clip montre le groupe interprétant le morceau dans une cage suspendu. Le chanteur Layne Staley, se produit avec gants noirs à cause de ses piqûres. Cela est dû à sa forte consommation de drogues. En 1996, le clip a été nommé aux MTV Video Music Award dans la catégorie meilleure vidéo hard rock.

## Composition du groupe pour l'enregistrement
Alice in Chains
- Layne Staley : chant
- Jerry Cantrell : guitare rythmique, guitare solo, chœurs
- Sean Kinney : batterie
- Mike Inez : guitare basse, chœurs

Production
- Enregistrement : de avril à août 1995 à Bad Animals studio, à Seattle
- Producteur : Toby Wright
- Mixage : Toby Wright au Electric Lady Studios, New York
- Mastering : Stephen Marcussen à Marcussen Mastering Studio, Hollywood
- Ingénieur du son : Tom Nellen
- Assistant ingénieur du son : Sam Hofstedt
- Direction artistique : Marie Maurer
- Conception : Doug Erb
- Gestion : Kelly Curtis, Susan Argent
- Arrangement : Jerry Cantrell, Mike Inez, Sean Kinney, Layne Staley
- Paroles : Layne Staley, Jerry Cantrell